# Suzanna Lubrano
Suzanna Lubrano (10 november 1975) is een Rotterdamse zouk-zangeres, afkomstig uit Kaapverdië. Op 6 december 2003 kreeg zij de Kora Award uitgereikt voor 'beste zangeres van Afrika' in Johannesburg (Zuid-Afrika). Naast zouk zijn in haar muziek invloeden te horen van r&b. Het muziek wordt wel omschreven als cabozouk of als latin pop.
Suzanna Lubrano begon als jong meisje met een fraaie stem. Sinds haar debuutalbum Sem bó nes mund (Zonder jou in deze wereld), is ze in de Afro-Portugese wereld een symbool geworden voor jonge mensen die ernaar streven hun doelen te bereiken. In het nummer Talento roept ze haar luisteraars dan ook op hun talenten optimaal te benutten. In Kaapverdië wordt Suzanna vaak de Cesaria Evora van de Zouk- en R&B-muziek genoemd. In landen als Angola en Mozambique zijn haar concerten in een mum van tijd uitverkocht.

## Levensloop
Suzanna Lubrano werd geboren in Kaapverdië en kwam op vierjarige leeftijd met haar ouders naar Nederland. Al op jonge leeftijd begon ze met zingen en sinds haar achttiende doet ze dat op professionele basis. Aanvankelijk als zangeres in de populaire Kaapverdiaanse band Rabelados waarmee ze één cd heeft opgenomen, maar daarna als solozangeres. Inmiddels heeft Suzanna Lubrano drie solo cd’s op haar naam staan, en haar vierde soloalbum wordt in het voorjaar van 2008 verwacht.
Haar debuutalbum Sem bó nes mund verscheen in 1997 en was direct een succes in Kaapverdië, Angola en Mozambique en binnen de omvangrijke Kaapverdiaanse gemeenschappen in met name de Verenigde Staten en Europa. In 1999 kwam de opvolger Fofó (Schatje) uit, met onder meer de grote hit Oh Li Oh La. Eind 2002 verschee haar derde album 'Tudo pa bo' waarop Suzanna Lubrano onder meer een samenwerking startte met de Franse ‘master of zouk’ Ronald Rubinel, die Suzanna eerder had gevraagd voor twee nummers op zijn Jeux de Dames en Zouk me Love cd’s. Daarnaast is Suzanna op 'Tudo pa bo' blijven samenwerken met Jorge do Rosario, Dabs Lopez en Beto Dias.
In april 2007 is de nieuwe single Gone verschenen. Eind januari 2008 verschijnt Suzanna's vierde album, getiteld Saida. Het bevat negentien tracks en een bonus dvd met een documentaire over de zangeres. Zeven tracks zijn Zouknummers geschreven in samenwerking met Ronald Rubinel (Edith Lefel) en Jacob Desvarieux (Kassav'). Zes tracks zijn akoestische tracks in samenwerking met onder meer Marcos Fernandez en Quim Alves. De overige nummers zijn grotendeels Engelstalige R&B tracks, in samenwerking met onder meer producer Marcus "DL" Siskind, Ryan Toby en Dre Robinson.
Saida is grotendeels opgenomen in de Blue Jay Recording Studio in de VS, die sinds een paar jaar eigendom is van Kevin Richardson van de Backstreet Boys en de producer van Saida, Marcus Siskind.
Voorjaar 2009 verschijnt de single en videoclip van Festa Mascarado, het titelnummer van Suzanna´s vijfde soloalbum. Het album Festa Masscarado wordt in Europa in april 2010 uitgebracht, terwijl een speciale editie van dat album (dubbel-cd) in augustus 2010 in de Verenigde Staten wordt uitgebracht. Het nummer Friends met een rap van de in 2002 verongelukte Lisa "Left Eye" Lopes (bekend van het Amerikaanse R&B dames trio TLC) bereikt de nummer 1-positie in de pan-Afrikaanse hitlijst van de Afro-Portugese publieke omroep RDP Africa.
Eind 2009 worden tv- en dvd-opnamen gemaakt van een show in Off Corso Rotterdam, waar onder meer Candy Dulfer als special guest optreedt. Een dvd van dit optreden is in de zomer van 2010 verschenen. In 2009 en 2010 wordt een compilatie van een uur van dit optreden uitgezonden door TV Rijnmond, die de tv-registratie verzorgde, en tv-zenders in onder meer Portugal, Brazilië, Macau, Hongkong, Angola, Mozambique, Suriname, Verenigde Staten (lokaal/regionaal).
In 2010 heeft Suzanna Lubrano veel opgetreden in onder meer verschillende Afrikaanse landen, Verenigde Staten en een aantal Europese landen. Eind 2010 is Suzanna Lubrano de studio ingedoken om aan de opnamen te werken van een nieuw soloalbum.
In 2011 verscheen the Best of Suzanna Lubrano - 15 years of hits - volume 1. In 2012 verschenen er verschillende singles, de berichten zijn dat er in 2012 een nieuwe album zal uitkomen.

## Onderscheidingen en andere hoogtepunten
Suzanna geniet grote populariteit binnen de Afro-Portugese gemeenschap wereldwijd. Zo heeft ze succesvolle optredens verzorgd in talloze Europese en Afrikaanse landen en in de Verenigde Staten. Tijdens de samenkomst in april 2005 in Washington D.C. van de belangrijkste nieuwe generatie Kaapverdiaanse artiesten, bleek het warmste onthaal voor Suzanna.
Een hoogtepunt in haar carrière was de onverwachte winst op 6 december 2003 tijdens de Kora All African Music Awards in Johannesburg, Zuid-Afrika. Voor de ogen van honderden miljoenen televisiekijkers in en buiten Afrika sleepte zij de hoofdprijs in de wacht: beste Afrikaanse zangeres van het jaar 2003. In 2010 won ze de Musieke Online African Music Award for Best African Artist based in the Diaspora.
Haar optredens tijdens belangrijke Afrikaanse muziekfestivals als Baia das Gatas en Gamboa werden rechtstreeks door de Portugese satellietzender RTP uitgezonden, terwijl ook het Franse TV5 haar optreden Gamboa integraal uitzond. Andere hoogtepunten uit Suzanna's carrière zijn onder de meer de gouden en platina albums in een aantal landen, alsmede de Cabo Music Award voor beste andere en beste duo in 2001.
In Kaapverdië is Suzanna Lubrano onder meer beloond met een diplomatiek paspoort, terwijl ze in 2004 de peetmoeder werd van de nieuwste Boeing van de Kaapverdiaanse Luchtvaartmaatschappij TACV. Ook ontving ze in 2010 een belangrijke presidentiële onderscheiding.
In 2010 ontving Suzanna de "Museke Online African Music Award for best African Artist based in the Diaspora", terwijl ze in 2011 twee CVMA's (Cabo Verde Music Awards) ontving voor het nummer Festa Mascarado.
In de Afro-Portugese muziekmarkt heeft Suzanna tientallen hits op haar naam staan, waaronder Tudo Pa Bo, Nha Sonho, Rezervan, Quentura Tropical, Taxi, Fofo, Razao de nha Vida, Festa Mascarado, en nog veel meer.

## Discografie

### Soloalbums
- 1997 - Sem Bó Nes Mund (Zonder Jou In Deze Wereld) (Kings Records)
- 1999 - Fofó (Schatje) (Kings Records)
- 2003 - Tudo Pa Bo (Alles Voor Jou) (Kings Records)
- 2008 - Saida (Uitgang) (Mass Appeal Entertainment)
- 2009 - Festa Mascarado (Gemaskerd Bal) (Mass Appeal Entertainment)
- 2009 - Amerikaanse versie (2 CD) Festa Mascarado (Gemaskerd Bal) (Mass Appeal Entertainment)
- 2010 - Live at Off-Corso (DVD + downloadable audio album) (TransCity/Baileo Music Productions)
- 2011 - The best of Suzanna Lubrano - 15 years of hits - volume 1(TransCity/Baileo Music Productions)

### Overige tracks (selectie)
- Cada momentu (Sukuru, Rabelados, 1996)
- Our night (TxT Stars, volume 1, 1999)
- Nos dos (Beto Dias, Kings records, 2000)
- Dilema (Jeux de Dames volume 3, Rubicolor, 2002)
- Paraiso (Jeux de Dames volume 4, Rubicolor, 2004)
- Stilte (single cd, Coast to Coast, 2004)
- In Silence (single cd, Coast to Coast, 2004)
- Silêncio (single cd, Coast to Coast, 2004)
- Mas um vez (Tropical Stars, Tropical Music, 2005)
- Sucrinha (La MC Malcriado, Lusafrica, 2006)
- Dankbaar (ft. Lange Frans & Baas B, Verder, Walboomers, 2008)
- Nunca Mas (FunX remix door Loony Johnson & To Semedo) gratis download
- Dankbaar (ft. Lange Frans & Baas B, Verder, Walboomers, 2008)
- Loving you forever (Elektric Blue Records, 2012)
- Don't go changing (Elektric Blue Records, 2012)
- Justify (I Try) featuring Kenny B. & Benaissa (Elektric Blue Records, 2012)
- Ca Bu Para (Elektric Blue Records, 2012)